# Raketenkamera
Eine Raketenkamera ist eine kleine Rakete mit einer Kamera als Nutzlast, welche die Anfertigung von Luftbildaufnahmen gestattet. Die in der Raketenspitze untergebrachte Kamera wird entweder über ein Zeitschaltwerk (zum Beispiel in Form eines Uhrwerks oder eines elektronischen Verzögerungsschalters), einer Funkfernsteuerung oder die Ausstoßladung des Treibsatzes (wie bei der Astrocam) ausgelöst.
Die in Raketenkameras verwendeten Raketen sind durchweg Feststofftreibsätze, obwohl der Einsatz von Flüssigkeits- und Hybridtriebwerken prinzipiell auch denkbar ist. Die Gipfelhöhe von Raketenkameras beträgt im Regelfall 500 Meter. Größere Höhen sind natürlich möglich, aber aus Gründen des deutschen Sprengstoffrechts (bezüglich der Raketentreibsätze), des Luftrechts und der Schwierigkeit des Wiederauffindens der Kapsel meist inpraktikabel.
Die Raketenkamera macht ihre Bilder in der Regel auf fotografisches Material, obwohl auch eine Ausführung als Video- oder Digitalkamera, mit Speicherung der Bilder auf magnetischen Datenträger oder in digitalisierter Form auf einen Chip oder mit Funkübertragung auch möglich wäre.
Die erste Raketenkamera wurde zu Beginn des 20. Jahrhunderts entwickelt und ist heute im Deutschen Museum ausgestellt. Da die für Raketenkameras eingesetzten Raketen im Regelfall nicht steuerbar sind, kann der Fotograf das aufzunehmende Motiv nicht festlegen. Aus diesem Grund haben Raketenkameras in der professionellen Technik nie eine größere Bedeutung gehabt.
Auch wenn diese Bezeichnung für diese Geräte nicht verwendet wird, stellt im weiteren Sinne jede mit einer Kamera ausgerüstete Forschungsrakete und jeder mit einer Kamera ausgerüsteter Raumflugkörper eine Raketenkamera dar.
Sie sind für Modellbauer von großen Interesse, wobei entweder eine Eigenkonstruktion bestehend aus einer entsprechend leistungsfähigen Modellrakete und einer entsprechend modifizierten Kleinbild- oder Digitalkamera verwendet werden kann oder in Form der Modellraketen Astrocam und Oracle, die in ihrer Spitze eine Pocket-Kamera bzw. Digitalkamera tragen.